# Grand River Enterprises
Grand River Enterprises (GRE) — табачная компания, занимающаяся производством сигарет и прочих табачных изделий. Компания основана семью выходцами из североамериканского племёни мохоки и находится в резервации Ойсвейкен.

## История
Grand River Enterprises основана в 1993 году и зарегистрирована в реестре компаний, управляемых коренным населением Америки.
Штаб-квартира компании находится в индейской резервации Ойсвейкен вблизи Онтарио. В 2004 году компания открыла первый завод на территории Европы, расположенный в Германии, в коммуне Клостер-Ленин. В настоящий момент продукция компании представлена в более чем 50 странах мира, включая Соединённые Штаты Америки, Канаду, Мексику, Германию, Данию, Испанию, Чехию, Россию и другие страны.

## Деятельность
Grand River Enterprises является одним из крупнейших работодателей для индейцев, предоставляя более одной тысячи рабочих мест. Компания позиционирует свои продукты как результат применения старинных традиций племён вместе с современными технологиями.
GRE активно занимается филантропией, основав и управляя фондом Dream Catchers Foundation Архивная копия от 12 июля 2018 на Wayback Machine. Данный фонд считается одним из крупнейших благотворительных фондов среди управляемых коренным населением региона.

##### Сигаретные бренды
- Mark Adams No. 1
- Mohawk
- Couture
- Seneka
- Nevada
- Tricolore